# Johannes Palaiologos (Sohn Andronikos’ II.)
Johannes Palaiologos (mittelgriechisch Ἱωάννης Παλαιολόγος; * 1286 in Konstantinopel; † 1307 in Thessaloniki) war ein byzantinischer Prinz und Gouverneur.

## Leben
Johannes war der dritte Sohn des Kaisers Andronikos II. Palaiologos, der älteste von seiner zweiten Ehefrau Irene Komnene Dukaina (Yolande von Montferrat). Seine älteren Halbbrüder waren Michael IX. und Konstantin, außerdem hatte er zwei jüngere Brüder (Theodoros, Demetrios); seine jüngere Schwester Simonis war die spätere fünfte Ehefrau des serbischen Königs Stefan Milutin. Anlässlich der Krönung seines Halbbruders Michael IX. zum Mitkaiser wurde Johannes am 22. Mai 1294 oder 1295 von Andronikos II. in den Rang eines Despoten erhoben. Seit 1303 war er mit Irene Palaiologina Chumnaina verheiratet, der Tochter des Mesazon Nikephoros Chumnos; die Ehe blieb kinderlos.
Ab 1304 amtierte Johannes als Gouverneur von Thessaloniki, wo er dem Hodegetria-Kloster Häuser stiftete. Als 1305 der letzte Markgraf von Montferrat aus dem Haus der Aleramiden, sein Onkel Johann I., kinderlos starb, war Johannes zunächst von seiner Mutter als Nachfolger ausersehen. Dagegen verwandte sich Patriarch Athanasios I., so dass stattdessen Johannes’ jüngerer Bruder Theodoros das Familienerbe im Piemont antrat.
Johannes Palaiologos starb 1307 in Thessaloniki; seine Witwe trat als Nonne Eulogia in ein Kloster ein. Beim Ausbruch des Bürgerkriegs 1321 wurden seine sterblichen Überreste nach Konstantinopel überführt und im Pantokratorkloster beigesetzt. Der Dichter Manuel Philes verfasste auf seinen Tod ein Grabgedicht.